# آسیب‌شناسی دندان‌پزشکی
صدمات دندان‌پزشکی، اشاره به آسیب‌هایی دارد که به صورت، دهان و به ویژه به دندان و پریودنشیوم وارد شده است. به مطالعه‌ای که پیرامون این موضوع صورت می‌گیرد، «تروماتولوژی دندانپزشکی» می‌گویند. برخی موضوعاتی که در آسیب‌شناسی با ضربه و تصادفات مورد بررسی قرار می‌گیرد، به شرح زیر است:
- تخریب مینای دندان
- شکستگی مینای دندان
- شکستگی عاج و مینای دندان
- آسیب به ریشه
- Subluxation دندان
- دررفتگی دندان
- Intrusion دندان
- آولشن دندان

شکستگی‌های فک و صورت نیز موارد تخصصی‌تر این رشته است.
عوارضی که به دندان وارد می‌شوند، می‌توانند جدی باشند و منجر به نکروز پالپ و عصب‌کشی شود.
این واژه نباید با پاتولوژی که ترجمه آن نیز آسیب‌شناسی است اشتباه شود.